# Adam Szczyszczaj
Adam Szczyszczaj (ur. 12 maja 1979 w Rudzie Śląskiej) – polski aktor telewizyjny, filmowy i teatralny.

## Życiorys

### Wczesne lata
Wychował się w Gliwicach, gdzie uczęszczał do klasy o profilu biologiczno-chemicznym II Liceum Ogólnokształcącego im. Walerego Wróblewskiego. Jego matka chciała, by został lekarzem. Jednak po sukcesie w konkursie recytatorskim z fragmentem z trzeciej części „Dziadów” – Widzenie księdza Piotra, ostatecznie zdecydował się zdawać do szkoły teatralnej. Uczęszczał do prywatnej szkoły aktorskiej L'Arte Studio w Krakowie. Potem spędził rok na Wydziale Lalkarskim wrocławskiej filii PWST. W 2005 ukończył studia na PWST w Krakowie i po wakacjach wyjechał do Wrocławia.

### Kariera
Swoje pierwsze kroki na profesjonalnej scenie stawiał w krakowskim Teatrze Bagatela, gdzie w 2000 zagrał mordercę w Makbecie. W latach 2005–2018 był związany z wrocławskim Teatrem Polskim, gdzie między innymi zagrał role: idioty w Woyzecku Georga Büchnera, Larsa w Terrordrom Breslau Tima Staffella, Johannesa w Kuszeniu cichej Weroniki w reż. Krystiana Lupy, Wilka w produkcji Hans, Dora i Wilk, przegranego Zygmunta we Wszystkim Zygmuntom między oczy!!!, Myśliwego Czarny i Widmo w Dziadach w reż. Michała Zadary, Joyce’a w Wycince/Holzfällen Thomasa Bernharda w reż. Krystiana Lupy i Tomasa Meiera w spektaklu Kliniken. Miłość jest zimniejsza niż śmierć Łukasza Twarkowskiego. W 2011 został wyróżniony nagrodą kulturalną wARTo w kategorii „Teatr”, przyznawaną przez „Gazetę Wyborczą Wrocław”, za rolę dowódcy radzieckiego batalionu w Szosie Wołokołamskiej w reż. Barbary Wysockiej i jako Kiriłłow w Biesach Fiodora Dostojewskiego w reż. Krzysztofa Garbaczewskiego. W przedstawieniu Proces Franza Kafki, reżyserowanym przez Krystiana Lupę, zagrał Maxa Broda, szefa kancelarii. Współpracował z Teatrem Bagatela im. Tadeusza Boya-Żeleńskiego w Krakowie oraz scenami warszawskimi: Teatrem Wytwórnia i Nowym Teatrem.
W 2007 przyjął rolę „Smugi” w dwóch odcinkach serialu kryminalno-sensacyjnego Polsat Fala zbrodni. W horrorze Grzegorza Kuczeriszki Pora mroku (2008) wystąpił w roli Paula u boku Natalii Rybickiej i Pawła Tomaszewskiego. Od 2017 roku wciela się w rolę Macieja Wilka w telenoweli TVP2 Barwy szczęścia, w 2020 roku gra rolę Rajskiego w serialu Super Polsatu pt. Miasto długów, a od 2023 roku gra Jana z Tarnowa w serialu TVP1 Korona królów. Jagiellonowie.
W 2011 został uhonorowany odznaką „Zasłużony dla Kultury Polskiej”. W 2012 twórcy spektaklu Awantura Warszawska. Waszyngton – Moskwa – Londyn w reż. Michała Zadary otrzymali honorowe wyróżnienie na XI Festiwalu Prapremier w Bydgoszczy. Adam Szczyszczaj grał w tym spektaklu rolę Władysława Raczkiewicza.
W 2019 wystąpił jako mąż Marii w koprodukcji Teatru Polskiego w Podziemiu i Teatru Śląskiego w Katowicach – pt. Poskromienie w reż. Moniki Pęcikiewicz, inspirowanej komedią Williama Szekspira Poskromienie złośnicy we wrocławskim Centrum Sztuk Performatywnych Piekarnia.

## Role teatralne
| Rok  | Tytuł                                                                    | Autor                                                                | Rola                                         | Reżyser                     | Teatr |
| ---- | ------------------------------------------------------------------------ | -------------------------------------------------------------------- | -------------------------------------------- | --------------------------- | --- |
| 2000 | Makbet                                                                   | William Shakespeare                                                  | morderca                                     | Waldemar Śmigasiewicz       | Teatr „Bagatela” im. Tadeusza Boya-Żeleńskiego |
| 2004 | Pragmatyści                                                              | Stanisław Ignacy Witkiewicz                                          | (rola dyplomowa)                             | Marcin Wierzchowski         | PWST w Krakowie w koprodukcji z Università degli Studi di Siena, laLUT – Centro di Ricerca e Produzione Teatrale w Sienie, Tarhunda Théâtre – Charivari Métamorphose i Théâtre Du Fil w Paryżu |
| 2005 | Zimne dziecko                                                            | Marius von Mayenburg                                                 | Johann (rola dyplomowa)                      | Jan Peszek/Arkadiusz Tworus | PWST w Krakowie |
| 2005 | Woyzeck                                                                  | Georg Büchner                                                        | idiota                                       | Grażyna Kania               | Teatr Polski we Wrocławiu |
| 2005 | Pustynia                                                                 | Tankred Dorst                                                        | Laperrine / fotograf                         | Łukasz Witt-Michałowski     | Teatr Polski we Wrocławiu |
| 2006 | Wszystkim Zygmuntom między oczy!!!                                       | Mariusz Sieniewicz                                                   | Zygmunt Drzeźniak                            | Marek Fiedor                | Teatr Polski we Wrocławiu |
| 2006 | Terrordrom Breslau                                                       | Tim Staffell                                                         | Lars                                         | Wiktor Rubin                | Teatr Polski we Wrocławiu |
| 2007 | Okno na parlament                                                        | Ray Cooney                                                           | kelner                                       | Wojciech Pokora             | Teatr Polski we Wrocławiu |
| 2007 | Zaśnij teraz w ogniu                                                     | Przemysław Wojcieszek                                                | Krzysztof                                    | Przemysław Wojcieszek       | Teatr Polski we Wrocławiu |
| 2007 | Juliusz Cezar                                                            | William Shakespeare                                                  | sługa Oktawiusza                             | Brzyk Remigiusz             | Teatr Polski we Wrocławiu |
| 2008 | Hamlet                                                                   | William Shakespeare                                                  | Rosencrantz                                  | Monika Pęcikiewicz          | Teatr Polski we Wrocławiu |
| 2008 | Szepty                                                                   | Anna Bednarska, Jacek Burban                                         |                                              | Jacek Burban                | Teatr Polski we Wrocławiu |
| 2009 | Werter w Nowym Jorku                                                     | Tim Staffell                                                         | Werter                                       | Bartłomiej Potoczny         | Teatr Wytwórnia |
| 2009 | 60/09                                                                    | Lena Frankiewicz                                                     |                                              | Lena Frankiewicz            | Teatr Wytwórnia |
| 2009 | Nirvana                                                                  | na podstawie Tybetańskiej księgi umarłych                            | Słoń                                         | Krzysztof Garbaczewski      | Teatr Polski we Wrocławiu |
| 2009 | Kuszenie cichej Weroniki                                                 | Robert Musil                                                         | Johannes                                     | Krystian Lupa               | Teatr Polski we Wrocławiu |
| 2010 | Sen nocy letniej                                                         | William Shakespeare                                                  | Mikołaj Podszewka                            | Monika Pęcikiewicz          | Teatr Polski we Wrocławiu |
| 2010 | Lila Negr                                                                | Aleksandr Wiertinski                                                 |                                              | Łukasz Twarkowski           | IP Group w koprodukcji z Teatrem Polskim we Wrocławiu |
| 2011 | Biesy                                                                    | Fiodor Dostojewski                                                   | Kiriłłow                                     | Krzysztof Garbaczewski      | Teatr Polski we Wrocławiu |
| 2011 | Szosa Wołokołamska                                                       | Heiner Müller                                                        |                                              | Barbara Wysocka             | Teatr Polski we Wrocławiu |
| 2011 | Poczekalnia. 0                                                           | Krystian Lupa                                                        | α                                            | Krystian Lupa               | Teatr Polski we Wrocławiu |
| 2011 | Awantura Warszawska. Waszyngton – Moskwa – Londyn                        |                                                                      | Władysław Raczkiewicz                        | Michał Zadara               | Muzeum Powstania Warszawskiego |
| 2012 | Hans, Dora i Wilk                                                        | Michał Borczuch, Aśka Grochulska                                     | Wilk                                         | Michał Borczuch             | Teatr Polski we Wrocławiu |
| 2012 | Czy pan to będzie czytał na stałe?                                       | Michał Kmiecik, Marzena Sadocha                                      |                                              | Michał Kmiecik              | Teatr Polski we Wrocławiu |
| 2012 | Kliniken/miłość jest zimniejsza niż śmierć                               | na podstawie Kliniki L. Noréna i Traumgruppe Anki Herbut Traumgruppe | Tomas Meier                                  | Lukasz Twarkowski           | Teatr Polski we Wrocławiu |
| 2012 | Filoktet                                                                 | Sofokles                                                             | Neoptolemos                                  | Barbara Wysocka             | Teatr Polski we Wrocławiu |
| 2013 | Mitologie                                                                | Tomasz Jękot                                                         | Adam                                         | Paweł Świątek               | Teatr Polski we Wrocławiu |
| 2013 | Zachodnie wybrzeże. Powrót na pustynię                                   | Bernard-Marie Koltès                                                 | Mathieu                                      | Michał Borczuch             | Teatr Polski we Wrocławiu |
| 2013 | Kronos                                                                   | Witold Gombrowicz                                                    |                                              | Krzysztof Garbaczewski      | Teatr Polski we Wrocławiu |
| 2014 | Wycinka Holzfällen                                                       | Thomas Bernhard                                                      | Joyce                                        | Krystian Lupa               | Teatr Polski we Wrocławiu |
| 2014 | Szapocznikow. Stan nieważkości/No gravity                                | Barbara Wysocka                                                      |                                              | Barbara Wysocka             | Centrala w koprodukcji z Muzeum Sztuki Nowoczesnej w Warszawie i Teatrem Polskim we Wrocławiu                                                                                                  |
| 2014 | Dziady                                                                   | Adam Mickiewicz                                                      | Myśliwy Czarny / Widmo                       | Michał Zadara               | Teatr Polski we Wrocławiu |
| 2015 | Dziadów część III                                                        | Adam Mickiewicz                                                      | Jan Sobolewski / Literat I / Pelikan         | Michał Zadara               | Teatr Polski we Wrocławiu |
| 2016 | GRIMM: czarny śnieg                                                      | Anka Herbut                                                          | Jakub Grimm (haker wyobraźni) / Jaś / Brat   | Lukasz Twarkowski           | Teatr Polski we Wrocławiu |
| 2016 | Oni                                                                      | Stanisław Ignacy Witkiewicz                                          | Pan Kalikst Bałandaszek                      | Oskar Sadowski              | Teatr Polski we Wrocławiu |
| 2017 | Proces                                                                   | Franz Kafka                                                          | Max Brod, szef kancelarii                    | Krystian Lupa               | Nowy Teatr w Warszawie w koprodukcji ze STUDIEM teatremgalerią w Warszawie, Teatrem Powszechnym, TR Warszawa i Le Quai – Centre Dramatique National Angers Pays de la Loire                    |
| 2019 | Poskromienie                                                             | Monika Pęcikiewicz                                                   | mąż Marii                                    | Monika Pęcikiewicz          | Centrum Sztuk Performatywnych Piekarnia we Wrocławiu |
| 2019 | Królestwo. Pasja według Emmanuela                                        | Emmanuel Carrère                                                     |                                              | Bartosz Szydłowski          | Teatr Łaźnia Nowa |
| 2019 | Kordian                                                                  | Juliusz Słowacki                                                     | diabeł / kardynał / mówca / żołnierz / Polak | Jan Englert                 | Teatr Narodowy (Warszawa) |
| 2019 | Jak być kochaną                                                          | Kazimierz Brandys                                                    | Nieznajomy / Peters                          | Lena Frankiewicz            | Teatr Narodowy (Warszawa) |
| 2020 | Matka Joanna od Aniołów                                                  | Jarosław Iwaszkiewicz                                                | egzorcysta / Chrząszczewski                  | Wojciech Faruga             | Teatr Narodowy (Warszawa) |
| 2021 | Piknik pod Wiszącą Skałą. Nowa adaptacja sceniczna powieści Joan Lindsay | Joan Lindsay                                                         | pastor                                       | Lena Frankiewicz            | Teatr Narodowy (Warszawa) |
| 2021 | Zamek                                                                    | Franz Kafka                                                          | nauczyciel / Momus                           | Paweł Miśkiewicz            | Teatr Narodowy (Warszawa) |
| 2022 | Dekalog                                                                  | Krzysztof Kieślowski/Krzysztof Piesiewicz                            | Artur / student / Wojciech / brodacz         | Wojciech Faruga             | Teatr Narodowy (Warszawa) |
| 2023 | Opowieści Lasku Wiedeńskiego                                             | Ödön von Horváth                                                     | Hawliczek                                    | Małgorzata Bogajewska       | Teatr Narodowy (Warszawa) |
| 2024 | Faust                                                                    | Johann Wolfgang von Goethe                                           | Walenty / cesarz                             | Wojciech Faruga             | Teatr Narodowy (Warszawa) |
| 2025 | Piekło – Niebo                                                           | Maria Wojtyszko                                                      | Sandalfon                                    | Jakub Krofta                | Teatr Narodowy (Warszawa) |

## Filmografia
- 2007: Fala zbrodni – „Smuga” (odc. 94, 96)
- 2007: Pora mroku – Paul
- 2017–2023: Barwy szczęścia – Maciej Wilk
- 2017: Twarz – lekarz
- 2019: Młody Piłsudski – zesłaniec Karpowicz (odc. 2)
- 2020: Ojciec Mateusz – Marek Czesiak (odc. 307)
- 2020: Miasto długów – Rajski
- 2021: Na Wspólnej – reżyser
- 2022–2023: Korona królów. Jagiellonowie – Jan z Tarnowa
- 2023: Horror story – członek komisji